# Close Combat: A Bridge Too Far
Close Combat 2: A Bridge Too Far (с англ. — «Ближний Бой 2: Мост Слишком Далёк») — компьютерная игра в жанре стратегии в реальном времени, разработанная компанией Atomic Games, изданное компанией Microsoft и выпущенная 13 октября 1997 года. 6 февраля 2018 года игра была переиздана на GOG.com. Вторая часть серии Close Combat.
Действие игры происходит на двухмерной карте между двумя игроками, разворачивается на территории Франции во время Второй мировой войны. В игру можно играть за следующие стороны: Великобритания, США, Третий рейх, Польша.

## Боевые локации
Действие игры происходят в Нидерландах и отображает ход Голландской операции 1944 года .

## Восприятие
| Иноязычные издания           | Иноязычные издания |
| Издание                      | Оценка             |
| ---------------------------- | ------------------ |
| CGW                          | [ 2 ]              |
| Next Generation              | [ 3 ]              |
| PC Gamer (UK)                | 86 %               |
| PC Gamer (US)                | 88 %               |
| PC Zone                      | 88/100             |
| Macworld                     | [ 7 ]              |
| Computer Games Strategy Plus | [ 8 ]              |